# Maxim Dormidontowitsch Michailow

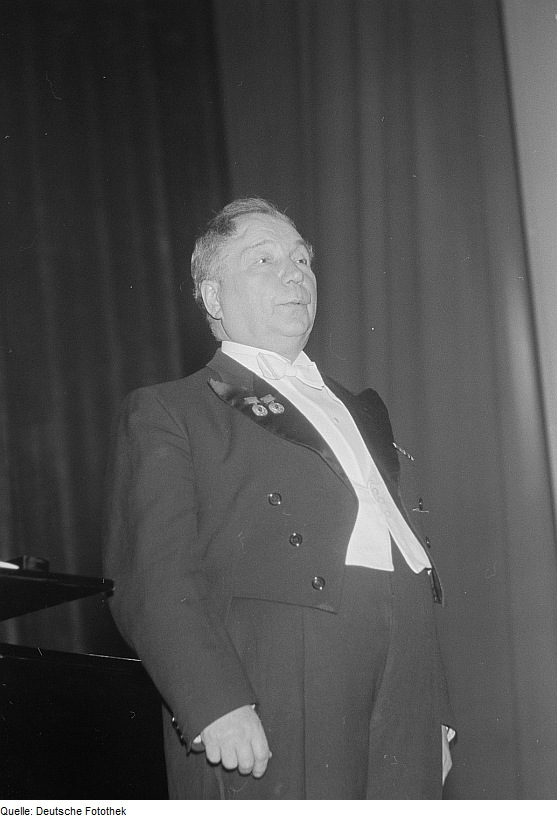
Michailow bei einem Auftritt in Leipzig, 1951

Maxim Dormidontowitsch Michailow (russisch Максим Дормидонтович Михайлов; * 13.jul. / 25. August 1893greg. in Kolzowka, Gouvernement Kasan, Russisches Kaiserreich; † 30. März 1971 in Moskau) war ein russischer bzw. sowjetischer Opernsänger (Basso Profondo) und Schauspieler.

## Leben
Michailow war Sohn einer armen Bauernfamilie und musste schon in jungen Jahren in einer Werft sowie in einem Kasaner Fischverarbeitungsbetrieb arbeiten. Außerdem sang er in seiner Jugend in einem Kirchenchor und wurde 1914 zum Diakon an der Kathedrale von Ufa ernannt. Später hatte er Kirchenämter in Omsk, Kasan und ab 1924 in Moskau inne. Bereits ab 1913 absolvierte Michailow außerdem eine Ausbildung zum Opernsänger und verließ 1930 den Kirchendienst, um sich seiner künstlerischen Laufbahn zu widmen. Ab 1932 gehörte er dem Ensemble des Bolschoi-Theaters an und war dort bis 1956 beschäftigt. Als seine bekannteste Rolle gilt die des Iwan Sussanin in Ein Leben für den Zaren. Vereinzelt war Michailow auch auf der Kinoleinwand in Bühnenaufzeichnungen und Spielfilmen zu sehen.
Er starb 77-jährig infolge von Wundbrand in beiden Beinen. Sein Grab befindet sich auf dem Nowodewitschi-Friedhof.
Sein Sohn Igor (1920–1983) und sein Enkel Maxim (1962–2018) waren ebenfalls Basssänger.

## Auszeichnungen
- Orden des Roten Banners der Arbeit (1937)
- Titel Verdienter Künstler der RSFSR (1937)
- Titel Volkskünstler der UdSSR (12. August 1940)
- Stalinpreis I. Klasse (1941)
- Stalinpreis I. Klasse (1942) für die Rolle des Tschub in Pantöffelchen
- Leninorden (1951)
- Medaille „Für heldenmütige Arbeit im Großen Vaterländischen Krieg 1941–1945“
- Medaille „Zum Gedenken an den 800. Jahrestag Moskaus“

## Bühnenarbeit (Auswahl)
- Ein Leben für den Zaren
- Ruslan und Ljudmila
- Rusalka
- Boris Godunow
- Fürst Igor
- Schneeflöckchen
- Sadko
- Die Zarenbraut
- Eugen Onegin
- Pantöffelchen
- Tichi Don
- Don Giovanni
- Die Legende von der unsichtbaren Stadt Kitesch und von der Jungfrau Fewronija
- Chowanschtschina
- Les Huguenots
- Podnjataja zelina
- Roméo et Juliette
- Die Zauberflöte

## Filmografie (Auswahl)
- 1944: Iwan der Schreckliche I (Iwan Grosny)
- 1945: Pantöffelchen (Tscherewitschki)
- 1946: Glinka
- 1954: Boris Godunow